# Шурпин, Фёдор Саввич
Фёдор Саввич Шурпи́н (1904—1972) — советский живописец. Заслуженный деятель искусств РСФСР (1954). Лауреат Сталинской премии второй степени (1949).

## Биография
Родился 14 (27) сентября 1904 года в деревне Кирякинка (ныне Шумячского района Смоленской области). В 1922 году по комсомольской путёвке направлен на учёбу в Москву. Учился на рабфаке искусств, в ВХУТЕИН (1925-31). Работал во многих жанрах. Ведущей в творчестве художника была крестьянская тема. Он часто работал на родной Смоленщине.
Умер 9 января 1972 года в Москве.

## Творчество
- «Краснознаменка» (1933)
- «Весна ранняя» (1943)
- «Утро нашей Родины» (1946—1948)
- «1919 год» (1942)
- «Возрождение» (1943)
- «Мать» (1947)
- «Вспаханная земля» (1948)
- «Весенние дали» (1948)
- «На мирной земле»
- «Материнство»
- «В гостях у колхозника»
- «В родном селе»
- «На колхозных полях»
- «Трудовые ночи»
- «Память народная»
- «Весенняя земля»

## Награды и премии
- Сталинская премия второй степени (1949) — за картину «Утро нашей Родины» (1946—1948)[1]
- заслуженный деятель искусств РСФСР (1954)